# Bullerö-Bytta
Bullerö-Bytta este o arie protejată (arie specială de conservare — SAC, sit de importanță comunitară — SCI) din Suedia întinsă pe o suprafață de 14.314,5 ha, integral pe uscat.

## Localizare
Centrul sitului Bullerö-Bytta este situat la coordonatele 59°08′07″N 18°47′08″E / 59.1354°N 18.7856°E.

## Înființare
Situl Bullerö-Bytta a fost declarat sit de importanță comunitară în decembrie 1995 pentru a proteja 1 specie de animale. Situl a fost protejat și ca arie specială de conservare în martie 2011.

## Biodiversitate
Situată în ecoregiunile boreală și marină baltică, aria protejată conține 7 habitate naturale: Pajiști fino-scandinave uscate până la mezice, bogate în specii de altitudine mică, Bancuri de nisip acoperite în permanență slab de apă marină, Lagune de coastă, Recifuri, Insulițe și insule mici din Baltica boreală, Pășuni din zone de pădure fino-scandinave, Pășuni de coastă din Baltica boreală.
La baza desemnării sitului se află o specie protejată de  mamifere: Halichoerus grypus.